# Encantado (Brasile)
Encantado è un comune del Brasile nello Stato del Rio Grande do Sul, parte della mesoregione Centro Oriental Rio-Grandense e della microregione di Lajeado-Estrela.
Fondato a fine 800 da emigranti veneti del comune di Valdastico con cui è gemellato.

## Amministrazione

### Gemellaggi
- Valdastico